# Raniero Gradi
Raniero Gradi, né le 31 octobre 1963 à Florence, est un coureur cycliste italien. Professionnel de 1981 à 1986, il remporte une seule victoire au cours de sa carrière, lors d'une étape du Tirreno-Adriatico 1981.

## Biographie
Il a obtenu de nombreux résultats sur les courses contre-la-montre. En 1981, lors sa première année chez Sammontana-Benotto, il obtient sa seule victoire parmi les professionnels en remportant la quatrième étape de Tirreno-Adriatico, avec une arrivée à Nereto . Lors de cette course par étapes, il est également deuxième de la cinquième étape, le contre-la-montre final à San Benedetto del Tronto derrière Francesco Moser. Moser remporte le classement général de la course devançant Gradi de 35 secondes. Cette saison-là, il était également troisième du Trophée Baracchi avec le Norvégien Geir Digerud. 
En 1983, il se classe troisième du Tour méditerranéen derrière Michel Laurent et Greg LeMond. Entre 1981 et 1986, il participe à six reprises au Tour d'Italie. En 1985, il rejoint l'équipe Murella et prend part à Milan-San Remo, où il se classe 125e. Il arrête sa carrière à l'issue de la saison suivante.

## Palmarès sur route

### Palmarès amateur
- 1978
  - Giro del Montalbano
  - Classement général du Giro della Lunigiana
- 1979
  - Flèche d'or (avec Maurizio Bidinost)
- 1980
  - Grand Prix Vivaisti Cenaiesi

### Palmarès professionnel
- 1981
  - 4e étape de Tirreno-Adriatico
  - 2e de Tirreno-Adriatico
  - 3e du Trophée Baracchi
- 1982
  - 3e du Tour méditerranéen

### Résultats sur les grands tours

#### Tour d'Italie
6 participations
- 1981 : 87e
- 1982 : abandon
- 1983 : 95e
- 1984 : abandon
- 1985 : abandon
- 1986 : non-partant (16e étape)

## Palmarès sur piste
- 1979
  -  Champion d'Italie de poursuite par équipes (avec Moreno Argentin, Maurizio Bidinost et Pierangelo Bincoletto)
- 1983
  - 2e de la poursuite
  - 2e de la course aux points